# Речмедін Леонід Остапович
Леонід Остапович Речмедін (1912, село Андрушівка, тепер Вінницького району Вінницької області — 1981, Москва) — український радянський журналіст, помічник 1-го секретаря ЦК КПУ. Кандидат у члени ЦК КПУ у вересні 1952 — лютому 1960 р. Брат письменника Валентина Речмедіна та фізико-географа Івана Речмедіна.

## Життєпис
У 1926 році розпочав друкуватися у газетах. Перебував на відповідальній журналістській роботі: працював кореспондентом, завідувачем відділу Вінницької обласної комсомольської газети «Молодий більшовик».
У вересні 1939 — 1940 роках — співробітник, у 1940 — червні 1941 року — відповідальний секретар редакції Львівської обласної газети «Вільна Україна».
Член ВКП(б) з 1940 року.
Під час німецько-радянської війни з січня 1942 року служив у Червоній армії. Був інструктором із інформації політичного відділу 96-ї окремої стрілецької бригади 7-го стрілецького корпусу 64-ї армії. У 1943 році працював редактором газети «Сталинская гвардия» 94-ї гвардійської стрілецької дивізії 69-ї армії. Воював на Сталінградському, Донському, Воронезькому, Степному, 1-му Українському фронтах. З серпня 1943 року — заступник відповідального редактора газети 1-го Українського фронту «За честь Батьківщини».
До квітня 1950 року — заступник редактора республіканської газети «Радянська Україна».
З квітня 1950 по грудень 1957 року — помічник 2-го, потім 1-го секретаря ЦК КПУ Олексія Кириченка.
У 1958—1960 роках — в апараті ЦК КПРС: помічник секретаря ЦК КПРС Олексія Кириченка.
На 1962 рік — інструктор відділу пропаганди і агітації ЦК КПРС по союзних республіках.
На 1966—1980 роки — завідувач сектора, заступник завідувача відділу пропаганди і агітації ЦК КПРС.
Помер у 1981 році в Москві.

## Звання
- старший лейтенант
- гвардії капітан
- гвардії майор

## Нагороди
- орден Леніна (26.02.1958)
- орден Червоної Зірки (8.11.1943)
- орден Вітчизняної війни 1-го ст. (24.06.1944)
- ордени
- медаль «За бойові заслуги» (19.03.1943)
- медаль «За оборону Сталінграда» (1943)
- медалі